# Beerware
Beerware je forma licence programu, při které uživatel má právo neomezeně užívat příslušný program, eventuálně měnit jeho zdrojový kód, s podmínkou, že autorovi programu koupí pivo (anglicky beer, odtud název), případně v některých variantách vypije pivo na autorovo zdraví. Termín byl vytvořen Johnem Bristorem v roce 1987. Od té doby bylo vytvořeno mnoho programů pod touto licencí.
Jednou z forem této licence je například nepříliš vážně míněná (parodizující licenci GPL) varianta, napsaná Poulem-Henningem Kampem. Na rozdíl od dlouhé a podrobné GPL je krátká a jednoduchá:
| „ | "THE BEER-WARE LICENSE" (Revision 42): <phk@FreeBSD.org> wrote this file. As long as you retain this notice you can do whatever you want with this stuff. If we meet some day, and you think this stuff is worth it, you can buy me a beer in return. Poul-Henning Kamp | “ |

Tento text je možno do češtiny přeložit asi takto (verze překladu není oficiální a je vytvořena výlučně pro potřebu Wikipedie):
| „ | "LICENCE BEERWARE" (42. revidované znění): <phk@FreeBSD.org> napsal tento soubor. Pokud zachováte tento text, můžete si s touhle věcí dělat, co chcete. Jestli mě někdy potkáte a budete si myslet, že ta věc za to stojí, můžete mi na oplátku koupit pivo. Poul-Henning Kamp. | “ |